# وقعة خنور
وقعة خنور نزاع مسلح وقع بين جيوش الشيخ قاسم بن ثاني وجيش الشيخ خليفة بن زايد حاكم أبوظبي عام 1305هـ الموافق 1889م؛ وتعتبر من أشهر المعارك التي وقعت بين قطر وأبوظبي في القرن التاسع عشر. وقد أسفرت المعركة عن خسائر مالية، كما أدت إلى مقتل العديد من مقاتلي الطرفين.

## أسباب المعركة
تشير كتب التاريخ إلى أن معركة خنور كات رد فعل من قبل الشيخ قاسم بن ثاني بعد أن قام رجال الشيخ زايد بهجوم مفاجئٍ تركّز على مدينةِ الدوحة وسوقها، وانسحبوا بشكل سريع ليرتّبوا كميناً قتلوا فيه ثمانيةً وثلاثين من أهل قطر ممن خرجوا لمطاردتهم، وكان من بين القتلى الشيخ علي بن قاسم الملقّب بـ "جوعان". وكان الشيخُ قاسم كتب عن ذلك الهجوم إلى السلطاتِ البريطانيةِ قائلاً: "لم نكن نعتقد أن يتجرؤوا بالقيام بالهجوم في هذا الوقتِ بالذات، خاصةً وأنّنا جميعاً كنّا خارج الدوحة، ولم يكن بها إلا ابني وبعض السكان، فهوجموا وهم يصلّون الفجر في الثامن عشر من شهر رمضان، وكان قدر الله أن يكون ابني من بين القتلى".
إلا أن بعض المصادر تذكر بأن هجوم الشيخ قاسم على قلعة خنور والمعركة التي لحقته كان هجوماً مفاجئا شنه الشيخ ضد واحة ليوا التابعة لأبو ظبي عام 1889، وتصف الهجوم بأنه كان شديد العنف قتل فيه كثير من السكان رجالاً ونساءً. وجاء في كتاب القبائل والصراعات السياسية والقبلية أن الشيخ قاسم قام بغزوة انتقامية لأقليم ليوا في ظفرة واستطاع أن يستولي على أكثر من 400 بعير وزعها على رفاقه، كما استطاع أن يسترد اثنين من العبيد الذين خطفوا من الدوحة، ودمرت 20 قرية من قرى ليوا تدميرا كاملاً. فأرسل الشيخ زايد قوة قوامها 250 جندياً للهجوم على الدوحة بقيادة ابنه خليفة، وخرج أهل المدينة لصدهم لكنهم استدرجوا لكمين خسروا فيه 34 رجلا من بينهم الشيخ علي بن قاسم؛ فكانت معركة خنور رداً لهذا الهجوم.

## وقوع المعركة
كان للهجوم الذي شنه حاكم أبوظبي على الدوحة وقع كبير في نفس الشيخ قاسم، لاسميا بوفاة ابنه "جوعان" وغيره ممن قُتلوا من السكان، إضافة إلى الخسائر التي تكبدها في الممتلكات، مما أدى إلى زيادة الشعور بالرغبة في الانتقام من خصومه. أضاف بعض المصادر بأن الشيخ قاسم قام بإرسال رسائل للبريطانيين يطلب منهم التدخل بوضع حد لهجمات الشيخ خليفة بن زايد، وإلا فإنه سيقوم بنفسه بالرد على ما حدث.
قبل بدء الهجوم، أمر الشيخ قاسم بحفر آبار في الطريق لضمان حصول الجيش على مياه عذبة، وأرسل حراسًا، وبنى بعض الأبراج كنقاط استطلاع، وقدم المواد الغذائية والمال للجنود. وطلب من القوات التركية في قطر حماية المدينة خلال حملته. وأضاف بعض المصادر بأنه طلب من الحامية التركية تزويده بوحدة موسيقية تثير الخوف بين صفوف جنود أبو ظبي. لكن الوثائق البريطانية تقول إن القائد العثماني رفض طلبه. في الواقع، أمرت الحامية العثمانية في الدوحة بمساعدة الشيخ قاسم إذا تعرضت المدينة للهجوم، لكنها حظرت أي هجوم على أي مكان يبعد عن الدوحة أكثر من أربع ساعات.
ما السلطات البريطانية فخشيت أن يؤدي النزاع بين الإمارتين إلى صدام جديد بينها وبين الدولةِ العثمانيةِ، فاتخذ المقيم السياسي روس موقفاً محايدا وأرسل رسائل إلى الشيخ قاسم والوكيل السياسي في الشارقة والشيخ زايد يوضح الموقف البريطاني، وطلب من الشيخ زايد أن يتحمل مسؤولية هجوم ابنه على قطر، كما وضح بأن مسؤولية البريطانيين تتحدد في الدفاع عنه في البحر فقط، وليست في البر.
وكانت قواته تألفت من معظم القبائل القطرية؛ فكان منها خمسون خيالاً من قبائل النعيم والمعاضيدِ (قبيلةِ قاسم نفسِه،) ومن بني هاجر، وعشرين خيالاً من قبائل آل مرة، وخمسة وعشرين من هجانةِ قبائل البوعينين، وسبعة من هجانةِ البوكوارة، وسبعين خيالاً من المناصير. كما ضمت الحملةُ نحو مائةِ هجان من قبائل المهاندة ومن هجان من قبائل المزروعي وآل مسلم وآل الكبسة وآل مرة. أما عدد القوات التي قادها الشيخ قاسم في سيره إلى أبو ظبي، فقد اختلفت الروايات حوله؛ قدّرها بعض المصادر بألفِ مقاتل، بينما أشارت روايات أخرى إلى أن عدد القواتِ قد تجاوز هذا الرقم، في حين ذكرت روايات أخرى بأن القوات لم تتجاوز خمسمائة مقاتل، وهذا ما أقرت به الوثائق البريطانية.
استعد الشيخ قاسم بن ثاني بجيوشه عام 1305هـ الموافق 1889م، وجعل يغير على الأحياء التابعة للشيخ خليفة بن زايد حتى وصل إلى ليوا. وبدأ الهجوم عنيفاً على ليوا، مما دفع سكانها من المناصير وبني ياس إلى الهروب من بيوتهم وأكواخهم إلى قلعة خنور ليتحصّنوا. وتقع قلعة خنّور في منطقة ليوا غرب قرية مزيرعة، ويصف أحد التقارير البريطانية قلعة خنور بأنها عبارة عن سور مبني من الطوب، يرتفع إلى ستة أو سبعة أقدام، ولها برجا مراقبة، ولكن ليس بها كوات لإطلاق النار. وفي هذا الهجوم، قُتل حوالي مائتين من قوات أبو ظبي. وبعد تحصنهم بالقلعة، جعلوا يترامون مع جيوش الشيخ قاسم ويحاربونه. وركز الشيخ قاسم رايته بالقرب من القلعة للنظر في كيفية الهجوم على القلعة.
وأخيراً، تهيئ الشيخ أحمد بن ثاني للهجوم على القلعة في عدد من الرجال، واستطاع أن يحتلها بعد أن قتل من أصحابه خمسة من المعاضيد، وأربعة من بني هاجر وواحد من آل مرة. ثم إنه أشعل النيران في القلعة وقتل من كان فيها من الرجال المقاتلين. وبعد سقوط القلعة، أقام الشيخ قاسم بجيشه فيها مدة خمسة عشر يوماً، وجعلها نقطة ارتكاز لإرسال جيوشه منها للهجوم على أبوظبي.
بعد سيطرة قوات الشيخ قاسم على القلعة، أمر جيشه بالانقسام إلى خمسة أقسام وتفتيش جميع مناطق الظفرة غرب أبوظبي، ويبدو أن طليعة هذه القوات قد زحفت باتجاه مدن أخرى مثل العين والبريمي، كما هو معروف من خطاب أرسله المقيم لبريطاني، يذكر أن سلطان عمان طلب من شيخ القواسم حاكم رأس الخيمة سد كل الخوانق الجبلية المواجهة للقوات القطرية.
وبينت نصوص الوثائق البريطانية بأن "الشيخ قاسم قام بتنظيم قواته، مستخدما حكمته وحنكته في تحقيق تحالفاته الإقليمية والمحلية، وبدأ بالهجوم على أبوظبي في غزوة عُرفت بـ"خنور" نسبة إلى إحدى القلاع المشهورة بمنطقة ليوا، بينما قبع زايد بن خليفة شيخ أبوظبي في حصونه بأبوظبي، واكتفى بإرسال بعض قواته، وقام الشيخ قاسم بحصار الحصن، وبعدما سمح للنساء والأطفال بالخروج، قام باقتحام الحصن والقبض على من تبقى من المعتدين"

## نتائج المعركة
خلفت وقعة خنور خسائر طائلة لطرفي النزاع، كما أسفرت عن العديد من القتلى والجرحى. ولحقتها ردود فعل مختلفة من قبل كل من الشخ قاسم والشيخ خليفة بن زايد، وغيرت مسار السياسات في الخليج العربي. أما بالنسبة للشيخ قاسم بن ثاني، فقد شعر بالنجاح الباهر. وقد بيّن أحد التقارير البريطانية بأنه إلى جانب ثأره لمقتل ولده وتحطيم قوة من أهان كرامته بين شعبه وفي بلاده، تمكّن أيضاً من إضعاف الشيخ زايد واحتلال حصونه وتدمير ممتلكاته ومنازل شعبه. كما أن الخسائر المادية والمعنوية التي لحقت جيوش أبوظبي أدت ببعض حكام الساحل إلى حشد التحالفات ضد الشيخ قاسم. وبدأ الشيخ خليفة بن زايد بتهيئة جيشه لخوض معركة جديدة ضد الدوحة بعد وقت وجيز.